# Лазовский, Дмитрий Николаевич
Дми́трий Никола́евич Лазо́вский (бел. Дзмітрый Мікалаевіч Лазоўскі; род. 9 августа 1959 года, д. Новинцы, в Миорском районе, Витебская область) — ректор Полоцкого государственного университета (ПГУ) с 2003 по 2021 год.

## Биография
Родился 9 августа 1959 года в д. Новинцы Миорского района Витебской области.
В 1981 году окончил Новополоцкий политехнический институт (НПИ) по специальности «Промышленное и гражданское строительство».
С 1984 года обучался в аспирантуре Научно-исследовательского института бетона и железобетона (г. Москва, Россия). В 1987 году защитил кандидатскую диссертацию.
С 1988 года работал доцентом кафедры железобетонных и каменных конструкций НПИ.
С 1996 года по 1998 год являлся докторантом Белорусского государственной политехнической академии. В 1999 году защитил докторскую диссертацию. В 2000 году ему присвоено ученое звание профессор.
С 1999 года по май 2003 года был деканом инженерно-строительного факультета. На протяжении ряда лет работает профессором кафедры строительных конструкций (по совместительству).
08.05.2003 г. приказом Министерства образования № 98к от 03.05.2003 г. назначен ректором Полоцкого государственного университета.
Избран академиком Белорусской академии архитектуры (Минск, 2003 г.), академиком Белорусской инженерной академии (Минск, 2004 г.), академиком Международной академии наук высшей школы (Москва, 2005 г.), академиком Международной инженерной академии (Москва, 2006 г.).
16.03.2021 покинул должность Ректора Полоцкого государственного университета.

## Научная деятельность
Теория и практика строительных конструкций, оценка их технического состояния в процессе эксплуатации и усиления.

## Награды и премии
- Награждён медалью «За трудовые заслуги» (2009).
- Обладатель почетного звания «Человек года Витебщины-2016»[2].
- Дмитрию Николаевичу Лазовскому было присвоено почетное звание «Заслуженный работник образования Республики Беларусь»[3].